# سونغ جاي جي
سونغ جاي جي (7 سبتمبر 1967 - 26 جويلية 2013)، ناشط حقوقي كوري جنوبي في مجال حقوق الرجال ومناهضة الأنثوية وهو مؤسس وأول رئيس لجمعية «رجل كوريا» التي تدافع عـن إلغاء وزارة «المساواة بين الجنسين والعائلة» التي اسمها بالكورية (여성부; 女性部)، وطالب بتعويضات عن الخدمة العسكرية في الجيش الكوري ، كما نشط لصالح مناهضة الأنثوية، الحب الحـر، التحرر الجنسي وتحرر الرجال.
فـي بداية شبابه كان سونغ رجـل أعمال، وفي الأعوام بين 2000 وتاريخ وفاته قاد حركة مناهضة الأنثوية في كوريا الجنوبية وعارض سياسات التمييز الأنثوي بها، وشارك في 1999 في حركة ضد إلغاء المعاملة المميزة للجنود الذين أنهو فترة خدمتهم العسكرية، كما عارض إلغاء نظام الهوجو وهو نظام أسري يكفل للرجل حق السلطة على العائلة، كما شـارك بعدهـا في نشاطات تخدم حقوق الرجـال وفي 2006 أسس جمعية «مناهضة المرأة وحرية الرجـال» وفي 2007 أسس منظمة لإلغـاء وزارة النسـاء، في 2008 أسس جمعية رجل كوريـا وعمل رئيسـا لها من 2008 حتى وفاته في 2013، أعماله التجارية كانت ناديـا ليليا وشركة توماس ماكفلاي للاستشارة والانتقاء.
من بداية عام 1999 حتى وفاته حاجج سونغ من أجل استعادة نظام نقاط علاوات العسكريين وفي 2010 شارك في سبيل إلغاء امتياز مرافق للنساء فقط (여성 전용 시설) ، بعد 2011 عرض مسـاعدة واستشارة الأزواج المتعرضين للضرب، والمراهقين الفارين من منازلهم والرجال والأطفال الذين كانوا ضحايا جرائم عنف، كما افتتح ملجـأ لهم وللمتشردين وللمثليين والمتحولين جنسيا، من 1999 حتى 2013 كان جزءا من حركة التحرر الجنسي والحركة الليبرالية وكذلك كان جزءا من حركة إلغاء سياسية الامتيازات الخاصة للنساء التي كفلتها وزارة النساء.

## انتحاره
في نهاية حياته كان سونغ مدانـا بمـا يزيد عن 200 مليون دولار، وفي 25 جويلية 2013 أعلن على موقع رجل كوريا نيته في الانتحـار ، في اليوم الموالي قفز من على جسر مابو في سيول وتوفي، قفزه من الجسـر كـان يُعتقـد بأنها مناورة علنية لتكسب منظمته المزيد من الحلفاء غير أن جثة سونغ تم العثور عليها لاحقا بعد أربع أيـام ، وكان قد كتب خلال حياته تحت أسماء مختلفة منها الذئب الأزرق (푸른늑대)، تونغبالباس (똥발바쓰) وتونغبـال (똥발) ولقبه كان شيمهيون (심헌 審軒)، وعائلته تنحدر من قبيلة شانغيونغ سونغ (창녕성씨 昌寧成氏).
دفـن في مقبرة جيونغسان بارك في مدينة كريب نامشون بمقاطعة جيونغسان بإقليم جيونغسان الشمالي.